# Katie-George Dunlevy
Katie-George Dunlevy (* 26. November 1981 in Crawley, Vereinigtes Königreich) ist eine irische Paracyclerin.

## Sportliche Laufbahn
Als Katie-George Dunlevy elf Jahre alt war, wurde bei ihr Retinopathia pigmentosa diagnostiziert, eine fortschreitende genetisch bedingte Netzhautdegeneration. Sie ist sehbehindert mit zehn Prozent Sehvermögen.
Dunlevy begann ihre sportliche Laufbahn als Pararuderin für das Vereinigte Königreich. 2004 und 2005 wurde sie Weltmeisterin in der Klasse LTAMix4+ (Gemischter Vierer mit Steuermann/frau). Sie konnte sich aber nicht für die Ruder-Weltmeisterschaften 2011 sowie für die Sommer-Paralympics 2012 in London qualifizieren. Daraufhin wurde ihr vom Sportdirektor des irischen Radsportverbandes, Brian Nugent, vorgeschlagen, auf den Radsport umzusteigen und für das Geburtsland ihres Vaters, der aus dem irischen Donegal stammt, zu starten.
Seit 2013 bestreitet Katie-George Dunlevy Rennen als Paracyclerin (Klasse B) auf dem Tandem, auf Bahn und Straße. Gemeinsam mit ihrer Pilotin Eve McCrystal errang sie seitdem zahlreiche Medaillen bei Bahn- und Straßenweltmeisterschaften. Ihr größter Erfolg waren zwei Medaillen bei den Sommer-Paralympics 2016 in Rio de Janeiro, als sie Gold im Einzelzeitfahren und Silber im Straßenrennen gewannen. Bei den Sommer-Paralympics 2020 in Tokio errangen die beiden Fahrerinnen gemeinsam drei Medaillen: Gold auf der Straße im Zeitfahren und im Straßenrennen sowie Silber in der Verfolgung auf der Bahn.
Bei den Paracycling-Straßenweltmeisterschaften 2022 gewannen Dunlevy und McCrystal das Straßenrennen und belegten im Zeitfahren Rang zwei.

## Erfolge

### Straße
2014
- Weltmeisterschaft – Straßenrennen (hinter Eve McCrystal)

2016
- Sommer-Paralympics-Siegerin – Einzelzeitfahren (hinter Eve McCrystal)
- Sommer-Paralympics – Straßenrennen (hinter Eve McCrystal)

2017
- Weltmeisterin – Zeitfahren, Straßenrennen (hinter Eve McCrystal)

2018
- Weltmeisterin – Zeitfahren, Straßenrennen (hinter Eve McCrystal)

2019
- Weltmeisterin – Zeitfahren (hinter Eve McCrystal)
- Weltmeisterschaft – Straßenrennen (hinter Eve McCrystal)

2021
- Sommer-Paralympics-Siegerin – Straßenrennen, Einzelzeitfahren (hinter Eve McCrystal)
- Weltmeisterschaft – Zeitfahren, Straßenrennen (hinter Eve McCrystal)

2023
- Weltmeisterin – Zeitfahren, Straßenrennen (hinter Eve McCrystal)

### Bahn
2015
- Weltmeisterschaft – Verfolgung (hinter Eve McCrystal)

2018
- Weltmeisterschaft – Verfolgung (hinter Eve McCrystal)

2020
- Sommer-Paralympics – Verfolgung (hinter Eve McCrystal)
- Weltmeisterschaft – Verfolgung (hinter Eve McCrystal)

2023
- Weltmeisterschaft – Verfolgung (hinter Eve McCrystal)

2024
- Sommer-Paralympics – Verfolgung (hinter Eve McCrystal)